# Glucoproteína multiadhesiva
Las Glucoproteinas multiadhesivas, también conocidas como glucoproteínas no colágenas y glucoproteínas no ligadas a proteoglucanos son proteínas reguladoras y estructurales del cartílago.

## Descripción
Son pequeñas proteínas que actúan entre los condrocitos y la matriz extracelular cartilaginosa. En el cartílago hialino humano encontramos varias proteínas, entre ellas la anexina V(también llamada ancorina CII) que actúa como receptora del colágeno y las proteínas de fijación de condrocitos, Tenascina y Fibronectina
Además de ser una macromolécula,sirven de unión de diversos componentes de la matriz extracelular.

## Relevancia médica
Las glucoproteinas multiadhesivas sirven como marcadores del estado actual del cartílago.
Estabiliza la matriz